# Gorzyk białogłowy
Gorzyk białogłowy (Pseudopipra pipra) – gatunek ptaka z podrodziny gorzyków (Piprinae) w obrębie rodziny gorzykowatych (Pipridae).

## Rozmieszczenie geograficzne
Gorzyk białogłowy występuje w Ameryce Centralnej i Południowej, zamieszkując w zależności od podgatunku:
- P. pipra anthracina – gorzyk panamski – środkowa i wschodnia Kostaryka (Kordyliera Środkowa i Cordillera de Talamanca) oraz zachodnia Panama przez wschodnie Chiriquí (Cordillera de Tolé) i Veraguas na pacyficznym zboczu, a także północne Veraguas i Coclé na karaibskim zboczu (na zachód od Strefy Kanału Panamskiego).
- P. pipra minima – południowo-zachodnia Kolumbia, po zachodniej stronie zachodniej części Andów (departamenty Valle i Cauca).
- P. pipra bolivari – północno-zachodnia Kolumbia (Córdoba na wschód do południowego Bolívaru).
- P. pipra unica – strefa subtropikalna północno-środkowej i południowej Kolumbii (dolina rzeki Magdalena na południe od Huili)
- P. pipra coracina – gorzyk andyjski – północno-zachodnia Wenezuela (Serranía de Perijá i południowo-wschodnia Lara na południe do południowo-wschodniej Táchiry), na południe, na wschodnim zboczu wschodniej części Andów, do wschodniego Ekwadoru i północno-środkowego Peru (na północ od rzeki Marañón)
- P. pipra occulta – północno-środkowe Peru, po wschodniej stronie środkowej części Andów (San Martín do Huánuco); odnotowany w skrajnie południowo-wschodnim Ekwadorze
- P. pipra comata – gorzyk żałobny – wschodnio-środkowe Peru od południowego Pasco na południe do północnego Cuzco)
- P. pipra pipra – gorzyk białogłowy – południowa i wschodnia Wenezuela (region Gujana oraz niziny wschodniej Kolumbii (co najmniej od Guainía na południe do północnego Vaupés i północnego Amazonas) oraz Brazylia, głównie na północ od rzeki Amazonka (na wschód do Amapá, przecinając południowy brzeg w Tefé)
- P. pipra discolor – gorzyk dwubarwny – północno-wschodnie Peru; być może sąsiadujący wschodni Ekwador
- P. pipra pygmaea – gorzyk mały – dolny bieg rzeki Huallaga, północno-środkowe Peru
- P. pipra microlopha – gorzyk amazoński – wschodnie Peru (na południe od rzeki Marañón) i zachodnia Brazylia (na południe od rzeki Amazonka na wschód co najmniej do rzeki Madeira)
- P. pipra separabilis – południowa strona dolnego biegu rzeki Amazonka od rzeki Tapajós, południowe Pará, na wschód do północnego Maranhão
- P. pipra cephaleucos – gorzyk atlantycki – wybrzeże wschodniej Brazylii (południowa Bahia, na południe do północnego Rio de Janeiro, aż do Nova Friburgo).

## Systematyka
Gatunek po raz pierwszy zgodnie z zasadami nazewnictwa binominalnego opisał w 1758 roku szwedzki przyrodnik Karol Linneusz, umieszczając nowo opisany takson w rodzaju Parus i nadając mu epitet gatunkowy pipra. Opis ukazał się w 10. wydaniu Systema Naturae. Miejsce typowe według oryginalnego opisu to „in Indiis” tzn. Surinam. Linneusz swój opis oparł na tekście Albertusa Seby „Cacotototl” z 1735 roku. Jedyny przedstawiciel rodzaju Pseudopipra, który opisał w 2016 roku międzynarodowy zespół ornitologów (Brytyjczycy Guy M. Kirwan, Steven Martin Stewart Gregory i James A. Jobling, Kanadyjczyk Normand David, Niemiec Frank D. Steinheimer oraz Brazylijczyk Guilherme Renzo Rocha Brito) w artykule zatytułowanym Błędny gorzyk: nowa nazwa rodzaju i grupy dla Parus pipra Linnaeus, 1758 (Aves: Passeriformes: Pipridae), opublikowanym w czasopiśmie „Zootaxa”.
Birds of the World wyróżnia trzynaście podgatunków P. pipra; podstawowe dane taksonomiczne podgatunków (oprócz nominatywnego) przedstawia poniższa tabelka:
| Podgatunek        | Oryginalna nazwa         | Autor i rok opisu           | Miejsce typowe                                                                        | Holotyp |
| ----------------- | ------------------------ | --------------------------- | ------------------------------------------------------------------------------------- | --- |
| P. p. anthracina  | Pipra pipra anthracina   | Ridgway, 1906               | Moravia, Kostaryka                                                                    | dorosły samiec (sygnatura USNM:AVES:108278) ze zbiorów Narodowego Muzeum Historii Naturalnej w Waszyngtonie; okaz zebrał 30 października 1885 roku Juan José Cooper Sandoval                              |
| P. p. minima      | Pipra leucocilla minimus | Chapman, 1917               | Cocal, na wysokości 4000 ft (1219 m), Andy na zachód od Popayán, Cuaca, Kolumbia      | dorosły samiec (sygnatura AMNH Skin-109842) ze zbiorów Amerykańskiego Muzeum Historii Naturalnej w Nowym Jorku; okaz zebrał 10 czerwca 1911 roku William Blaine Richardson                                |
| P. p. bolivari    | Pipra pipra bolivari     | Meyer de Schauensee, 1950   | Murucucú, na wysokości 1500 m, Bolívar, Kolumbia                                      | dorosły samiec (sygnatura ANSP 160398) ze zbiorów Academy of Natural Sciences of Drexel University; okaz zebrał 3 czerwca 1949 roku Kjell Eriksson von Sneidern                                           |
| P. p. unica       | Pipra pipra unica        | Meyer de Schauensee, 1945   | El Isno (= Lomas de Isnos), początek doliny rzeki Magdalena, Huila, Kolumbia          | dorosły samiec (sygnatura ANSP 155384) ze zbiorów Academy of Natural Sciences of Drexel University; okaz zebrał 19 września roku Kjell Eriksson von Sneidern                                              |
| P. p. coracina    | Pipra coracina           | P.L. Sclater, 1856          | „Bogotá”, Kolumbia; zmienione na Buenavista, powyżej Villavicencio, Meta, Kolumbia    | syntypy: dorosły samiec (sygnatura BMNH:Bird:1888.1.13.1268) oraz dorosła samica (BMNH:Bird:1888.1.13.1269) ze zbiorów Muzeum Historii Naturalnej w Londynie; okazy pochodziły z kolekcji Julesa Verreaux |
| P. p. occulta     | Pipra pipra occulta      | J.T. Zimmer, 1936           | Uchco, na wysokości 5000 ft (1524 m), na wschód od Chachapoyas, Peru                  | dorosły samiec (sygnatura AMNH Skin-232259) ze zbiorów Amerykańskiego Muzeum Historii Naturalnej w Nowym Jorku; okaz zebrał 3 listopada 1925 roku Henry George Watkins                                    |
| P. p. comata      | Pipra comata             | Berlepsch & Stolzmann, 1894 | La Gloria i Garita del Sol, środkowe Peru; ograniczone do Garita del Sol, Junin, Peru | cztery dorosłe i dwa młodociane samce; okazy zebrał Jan Kalinowski w La Gloria w sierpniu 1890 roku oraz w Garita del Sol w czerwcu i sierpniu 1891 oraz w kwietniu 1893 roku                             |
| P. p. discolor    | Pipra pipra discolor     | J.T. Zimmer, 1936           | Puerto Indiana, północne Peru                                                         | dorosły samiec (sygnatura AMNH Skin-234914) ze zbiorów Amerykańskiego Muzeum Historii Naturalnej w Nowym Jorku; okaz zebrali 3 sierpnia 1924 roku Carlos Ollala i jego synowie                            |
| P. p. pygmaea     | Pipra pipra pygmaea      | J.T. Zimmer, 1936           | Chamicuros, Peru                                                                      | dorosły samiec (sygnatura AMNH Skin-492906) ze zbiorów Amerykańskiego Muzeum Historii Naturalnej w Nowym Jorku; okaz zebrał 6 maja 1867 roku Edward Bartlett                                              |
| P. p. microlopha  | Pipra pipra microlopha   | J.T. Zimmer, 1929           | Puerto Bermiidez, rzeka Pichis, Peru                                                  | dorosły samiec (sygnatura FMNH:Bird:65801) ze zbiorów Muzeum Historii Naturalnej w Chicago; okaz zebrał 18 marca 1923 roku autor opisu                                                                    |
| P. p. separabilis | Pipra pipra separabilis  | J.T. Zimmer, 1936           | Tapara, rzeka Xingu, Brazylia                                                         | dorosły samiec (sygnatura AMNH Skin-492812) ze zbiorów Amerykańskiego Muzeum Historii Naturalnej w Nowym Jorku; okaz zebrał 62 czerwca 1931 roku Alfonso Maria Olalla                                     |
| P. p. cephaleucos | Pipra cephaleucos        | Thunberg, 1822              | Brazylia; ograniczone do stanu Bahia                                                  | samiec po pierwszym pierzeniu, Uniwersytet w Uppsali |

Gatunek ten do 2016 roku był zaliczany do rodzaju Dixiphia Reichenbach (1850); Kirwan i współpracownicy (2016) wykazali jednak, że gatunkiem typowym rodzaju Dixiphia jest wodopławik białogłowy (Arundinicola leucocephala), a sam rodzaj Dixiphia jest młodszym synonimem rodzaju Arundinicola.

### Etymologia
- Pseudopipra: gr. ψευδος pseudos ‘fałszywy’; genus Pipra Linnaeus, 1764 (gorzyk)[38].
- pipra: πιπρα pipra (także πιπρω piprō, πιπρως piprōs i πιπων pipōn) ‘mały ptak’ wspomniany przez Arystotelesa i innych autorów, nigdy nie został właściwie zidentyfikowany, a wcześniej fałszywie powiązano go z dzięciołem πιπω pipō. Związek tej nazwy z kolorowymi, neotropikalnymi gorzykami wydaje się przypadkowy[39].
- anthracina: łac. anthracinus ‘czarny jak węgiel’, od gr. ανθρακινος anthrakinos ‘zrobiony z węgla drzewnego’, od ανθραξ anthrax, ανθρακος anthrakos ‘węgiel’[40].
- minima: łac. minimus ‘najmniejszy, najmniej’, forma wyższa od parvus ‘mały’[41].
- bolivari: Bolívar, Kolumbia[42].
- unica: łac. unicus ‘sam, pojedynczy, unikalny’, od unus ‘jeden’[43].
- coracina: łac. coracinus ‘kruczoczarny’, od gr. κορακινος korakinos ‘kruczoczarny’, od κοραξ korax, κορακος korakos ‘krak’, od κρωζω krōzō ‘krakać’[44].
- occulta: łac. occultus ‘ukryty’, od occulere ‘ukryć’[45].
- comata: łac. comatus włochaty‘, od coma ‘włosy na głowie’, od gr. κομη komē ‘włos’[46].
- discolor: łac. discolor, discoloris ‘w różnych kolorach, wielobarwny, różnorodny’, od color, coloris ‘kolor’[47].
- pygmaea: łac. pygmaeus ‘karłowaty’, od gr. πυγμαιος pugmaios ‘karłowaty, wielkości pięści’, od πυγμη pugmē ‘pięść’[48].
- microlopha: gr. μικρος mikros mały’; λοφος lophos ‘czub’[49].
- separabilis: łac. separabilis ‘rozdzielny’, od separar ‘oddzielić’[50].
- cephaleucos: gr. κεφαλη kephalē ‘głowa’; λευκος leukos ‘biały’[51].

## Status zagrożenia
W Czerwonej księdze gatunków zagrożonych Międzynarodowej Unii Ochrony Przyrody gorzyk białogłowy został zaliczony do kategorii LC (ang. Least Concern ‘najmniejszej troski’). Liczebność populacji nie została oszacowana; w 1996 roku ptak ten opisany został jako rzadki i rozmieszczony plamowo. Ze względu na brak dowodów na spadki liczebności bądź istotne zagrożenia dla gatunku BirdLife International ocenia trend liczebności populacji jako prawdopodobnie stabilny.